# Wilhelm-Braun-Sportpark
Der Wilhelm-Braun-Sportpark ist eine Sportanlage im Stuttgarter Stadtbezirk Feuerbach. Das Fußballstadion wird von der Sportvg Feuerbach genutzt, deren Vorgänger SV 1898 Feuerbach hier unter anderem seine Spiele in der Gauliga Württemberg austrug.

## Geschichte und Hintergrund
Nach dem Ersten Weltkrieg entstand am Feuerbacher Pfostenwäldle ein Sportgelände, das aufgrund des Flurnamens auch als Föhrich bekannt wurde. Dieses wurde von verschiedenen Feuerbacher Vereinen in der Folge genutzt.
Der SV 1898 Feuerbach trat als Gründungsmitglied ab der Spielzeit 1933/34 in der Gauliga Württemberg an, dabei nutzte der Klub das seinerzeit knapp 10.000 Zuschauer fassende Stadion als Heimspielstätte. Zwischenzeitlich nach dem Abstieg in der Bezirksklasse Württemberg antretend, kehrte der Klub später in die Erstklassigkeit zurück, ehe kriegsbedingt der Spielbetrieb eingestellt wurde. Nach dem Zweiten Weltkrieg gründete sich die Sportvg Feuerbach als Zusammenschluss verschiedener Feuerbacher Vereine und trat zweitklassig an, als sich der Klub zur letztlich nicht erfolgreichen Aufstiegsrunde zur Oberliga Süd qualifizierte, kam nochmals überregionaler Fußball ins Stadion.
Im Laufe der Zeit veränderte sich die Feuerbacher Vereinslandschaft, so dass nicht zuletzt aufgrund der veränderten Verhältnisse und neuer Sportarten die Sportanlagen im Föhrich ausgebaut wurden. Es entstanden Leichtathletikanlagen, ein Bowling- und Keglerzentrum sowie die 1978 eröffnete Hugo-Kunzi-Sporthalle. Zu Ehren von Wilhelm Braun (1897–1973), dem ersten Präsidenten der 1946 gegründeten Sportvg Feuerbach, wurde im Jahre 1987 das Föhrich-Sportgelände in Wilhelm-Braun-Sportpark umbenannt. Bei einem Brand wurde 1989 das Freizeitheim zerstört, an dessen Stelle eine neue Geschäftsstelle mit vereinseigenem Freizeit- und Fitnesszentrum errichtet wurde. Der 1975 abgespaltene Verein Turnen und Freizeit Feuerbach baute 1998 ebenso sein Vereinsheim am Rande des Sportgeländes.
Das im Westen Feuerbachs gelegene Sportgelände verfügt über ein Stadion mit Laufbahn sowie fünf weitere Fußballplätze, die von diversen Vereinen und Mannschaften genutzt werden.